# Serra de Arga
A Serra de Arga é um conjunto  montanhoso de Portugal Continental, que culmina a 825 metros de altitude (Alto do Espinheiro, Montaria - Viana do Castelo). Situa-se no Alto Minho. É de origem granítica, com fragmentos de xisto.  Administrativamente, está dividida pelos concelhos de Caminha, Ponte de Lima, Viana do Castelo e Vila Nova de Cerveira.

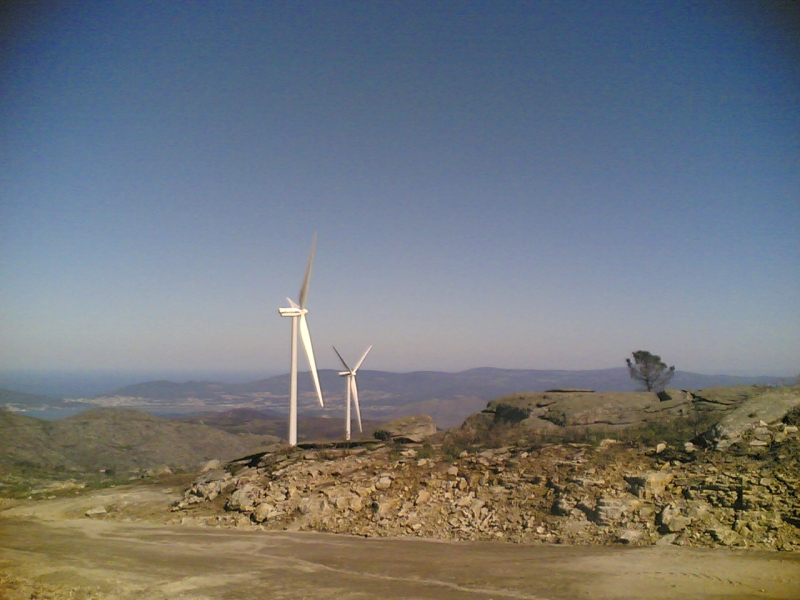
Foto do parque eólico instalado na Serra de Arga.

Tal como a maioria das montanhas e serras do Norte de Portugal, a Serra de Arga tem origem em afloramentos graníticos, sendo que todas as rochas existentes na área são derivadas directa ou indirectamente desta rocha magmática plutónica.
A serra proporciona uma paisagem que nos possibilita ver o Oceano Atlântico, o Rio Lima e o Rio Minho, as vilas portuguesas de Ponte de Lima e Caminha, a cidade de Viana do Castelo, assim como povoações da Galiza.  Nesta serra nasce, na Fonte da Urze, o Rio Âncora.
Um dos aspectos culturais mais icónicos que ocorre neste território, é a Romaria de São João de Arga, a qual se realiza entre os dias 28 e 29 de agosto, na capela com o mesmo nome, situada na vertente norte da serra, a meia encosta, sendo uma das mais características e vividas do Alto Minho, com um forte poder de atracção das populações em redor. A esse lugar confluem vários caminhos de pé posto, usados desde tempos imemoriais, que ao atravessarem a Serra de Arga, nos fazem reviver todas as histórias e lendas que a ela se referem.

## Exploração de lítio
No início da década de 2020, a Serra de Arga foi incluída numa lista de oito potenciais territórios elegíveis para a mineração de lítio em território nacional (Programa de Prospeção e Pesquisa de Lítio). No entanto, mediante o protesto das organizações não governamentais de ambiente locais e o projeto iniciado pelos municípios daquele território, para a classificação da Serra de Arga, como Área Protegida, foi possível reverter a intenção inicial da Direção-Geral de Energia e Geologia (DGEG).

## Gastronomia
Cabrito à Serra d´Arga
Sarapatel
Arroz de sarrabulho
Arroz doce
Enchidos (chouriço e presunto)
Broa de milho
Mel